# Княгиня (метеорит)
Княги́ня — кам'яний метеорит (хондрит, група LL5), загальною вагою понад 500 кілограмів. Є найбільшим з-поміж знайдених в Європі метеоритів у новітній історії. При проходженні щільних шарів атмосфери його було видно у формі яскравого боліда над територією сучасної Словаччини- над містами Ліптовський Мікулаш, Шариш, Земплин і Прешов. Подолавши близько 200 кілометрів, приблизно о 17:00 9 червня 1866 року він вибухнув на висоті 40 км над с. Княгиня (Україна, Закарпатська обл., Великоберезнянський р-н.), розпавшись на більш ніж 1200 шматків, чим викликав короткочасний метеорний потік. Осколками обсипало значну площу в радіусі до 5 км. Основна маса метеоритного тіла (імовірно ядро), вагою в 279 766 грамів приземлилася за 8 кілометрів від с. Княгиня, на схилі гори Стінка (1078 м), в урочищі Чорні Млаки. 
Через кілька днів цей осколок був знайдений жителем с. Княгиня Василем Крив'яником на глибині близько 2 метрів. При падінні ядро розпалося на дві майже однакові частини, вагою 141833 і 137933 грамів, а від останнього шматка відколовся ще осколок вагою 2350 грамів. Незабаром про знахідку дізнався лісничий Великого Березного Антон Покорний. За його словами, він викупив у Крив'яника знайдений метеорит «за два воли, які той сам вибрав». Згодом, Покорний сам вигідно перепродав його Віденському імператорському музеєві (сучасний музей природознавства), в якому метеорит зберігається і досі. 
У грудні 2009 року в старих архівних документах розкрилися нові дані про Княгиню, які вказують на вагому роль цього метеорита в розвитку гіпотези панспермії. Мова йде про публікації в науковому журналі «Sience» (1881 рік), у статті «Ч. Дарвін та відкриття доктором Ганом викопних решток організмів в метеориті», листування між Чарлзом Дарвіном та німецьким геологом Отто Ганом (Otto Hahn — не плутати з фізиком Отто Ганом). У ній, зокрема, німецький вчений стверджував, що в ході досліджень метеоритних осколків Княгині, ним були виявлені частки позаземних коралів, паразитів і рослин. Дані були перевірені і повністю підтверджені відомим зоологом Вейнлендлером. Вся інформація про дослідження опублікована автором у книзі «Die Meteorite (crondrite) und ihre Organismen» (1880). Зацікавлений історіями про найбільший метеорит в Європі, на місці його падіння в 1892 році побував сам Жюль Верн.
Закарпатською телекомпанією «М-Студіо» було знято документальний фільм про метеорити краю і, зокрема, про метеорит Княгиня. Пошук уламків триває досі, про недавню знахідку свідчить лот на інтернет-аукціоні жителя м. Берегова — шматок вагою 164 грами, ціною в 4500 доларів.

## Цікаво
5 травня 2018 р. відбулося відкриття 33-го міні-пам'ятника. Скульптура розповідає про метеорит Княгиня — найбільший відомий метеорит в Європі, падіння якого зафіксоване в новітній історії. Пам'ятник метеориту Княгиня встановлений на пл. Ш. Петефі, на перилах навпроти цукрарні Валентина Штефаньо. Це не випадково, нещодавно його бренд почав виготовлення цукерок «Метеорит», якими він пригостив всіх, хто зібрався на відкритті міні-скульптури. А автобусна зупинка поруч тепер також названа на честь найбільшого європейського метеориту.